# ویلفرد نانو
ویلفرد نانو (انگلیسی: Wilfrid Nanou؛ زادهٔ ۱۶ آوریل ۱۹۷۹) بازیکن فوتبال اهل فرانسه است.